# ザ・カンニング IQ=0
『ザ・カンニング[IQ=0]』（ザ・カンニング アイキューゼロ、仏題：Les Sous-doués Passent le Bac、英題：The Under-Gifted）は1980年に製作されたフランスのコメディ映画。フランスの大学入学資格検定「バカロレア」の予備校生たちがカンニングを駆使して合格を目指すまでを面白おかしく描いた物語。フィンランドとノルウェーではK-12（12歳未満は視聴不可）規制を受けている。
日本では1982年に劇場公開され、1983年10月29日フジテレビ「ゴールデン洋画劇場」で放送されたときは初代いいとも青年隊が吹き替えに参加、久保田篤がベベル、野々村真がエコロ、羽賀研二がジュリアンを担当した。
日本初公開時のテレビCMでは「文部省非推薦」・「学校関係の方は立入禁止です」など教育関係者を挑発するようなキャッチコピーが挿入されていた。
続編として『ザ・カンニング アルバイト情報』(1982年製作)がある。

## 概要
ヴェルサイユのバカロレア予備校「ルイ14世予備校」のリュシー校長はテレビで在校生の合格者ゼロとの報道を受けた事に怒り狂い、夫レオンの反対を押し切り、新年度からスパルタ教育に移行した。それに反抗するかの如く前半はリュシー校長のスパルタ作戦に対する悪戯の応酬が繰り広げられる。
その後、生徒達の度重なる反発に更なる怒りを燃やすリュシー校長はアメリカ製の「学習マシーン」(問題に正解すると飴が飛び出し、間違えるとビンタをくらう)を輸入して生徒を一人一人マシンで特訓させた。これに腹を立てた生徒たちは校長をへこませるべく、予備校にあったクスクスの鍋に時限爆弾（中身はびっくり箱）を仕掛ける。
しかし、イエメン大使館爆破を狙うあるテロリストがこれを盗み聞きして別の同型クスクス鍋でトリニトロトルエンを用いた爆弾を作ったために事態は急変。追い討ちをかけるように偶然に生徒の鍋と同時に持ちこまれて入れ替わってしまい、びっくり箱が大使館に、爆弾が予備校に持ち込まれてしまう。たまたま中身を確認したことで予想だにしなかった事態となったのを痛感した生徒たちは警察に事の次第を通報。これとほぼ同時刻に大使館に持ち込まれたびっくり箱が作動したことで事態が発覚する。
爆弾テロを回避することはできたが時既に遅く、発見と同時に予備校が校長夫妻の部屋を残して爆破され、発見して鍋を持っていた警官も爆死してしまった。
この事件で生徒たちは裁判に掛けられ、無実を訴える生徒たちに裁判長は「生徒全員がバカロレアに合格したら無罪」の司法取引を示したが、生徒たちにバカロレアに合格する実力があるはずもなく、あの手この手のカンニングを駆使して試験に臨むのだった。

## 出演と配役
ルイ14世予備校・生徒
- ベベル - ダニエル・オートゥイユ（日本語吹き替え：久保田篤）
- ジュリアン - フィリップ・タッシーニ（フランス語版）（日本語吹き替え：羽賀研二）
- ガエタン - ガエタン・ブルーム（フランス語版）（日本語吹き替え：安西正弘）
- グラフィティ - パトリック・ローラン（日本語吹き替え：石丸博也）
- ジャンヌ - カトリーヌ・エラルディ（フランス語版）（日本語吹き替え：川浪葉子）
- カロリーヌ - フランソワーズ・ミショー（フランス語版）（日本語吹き替え：平淑恵）
- モハメド（オノレ） - アンリ・アタル（フランス語版）
- ガストン - レイモン・ビュシエール（フランス語版）（日本語吹き替え：大久保正信）
- エコロ - マチュー・スチフマン（フランス語版）（日本語吹き替え：野々村真）

ルイ14世予備校・講師
- リュシー・ジュマンクール - マリア・パコム（フランス語版）（日本語吹き替え：武藤礼子）

校長。哲学・倫理を担当
- レオン・ジュマンクール - ユベール・デシャン（フランス語版）（日本語吹き替え：川久保潔）

リュシーの夫。数学・英語・物理・化学を担当。
- カトリーヌ・ジュマンクール - トニー・マーシャル

リュシーの娘。歴史・地理を担当。
- ブリュス・カテカ - ドミニク・ユラン（フランス語版）

体育・生徒指導を担当。
- マルト - マリー＝テレーズ・オラン（フランス語版）

ジュマンクール家の家政婦。
その他
- グロッセ警部 - ミシェル・ガラブリュ（日本語吹き替え：富田耕生）
- ムスタファ（テロリスト） - モハメド・ジネット（フランス語版）